# Đại Huyền Tích
Đại Huyền Tích, hay còn gọi là Bột Hải Cảnh Vương hoặc Bột Hải Minh Tông (845 - 894) (trị vì 871 - 894), là vị quốc vương thứ 13 của vương quốc Bột Hải. Ông là đích tôn (cháu nội) của Đại Kiền Hoảng, người mà ông đã kế vị.

## Thời Bột Hải Trang Tông
Đại Huyền Tích sinh ra vào Hàm Hòa thứ 16 (năm 845), nửa cuối thời kỳ cai trị của vua Bột Hải Trang Tông (ông bác của Đại Huyền Tích), là cháu nội của Đại Kiền Hoảng, hậu duệ đời thứ tám của Đại Dã Bột - đệ của Bột Hải Cao Vương (Đại Tộ Vinh).
Năm Hàm Hòa thứ 21 (năm 850), vương quốc Bột Hải của vua Bột Hải Trang Tông (ông bác của Đại Huyền Tích) đã hoàn thiện hệ thống hành chính địa phương, bao gồm 5 kinh đô, 19 phủ và 62 quận như cấu trúc của nhà Đường và Cao Câu Ly.
Em trai của Bột Hải Trang Tông, Đại Kiền Hoảng (大虔晃, ông nội của Đại Huyền Tích), là một người hầu có ảnh hưởng và xảo quyệt, xuất thân từ một gia đình hoàng gia. Trong thời gian Bột Hải Trang Tông cai trị, Đại Kiền Hoảng đã có trong tay Nhị tỉnh lục bộ (二省六部) trong Tam tỉnh lục bộ (三省六部) và thậm chí còn quản lý công việc văn phòng trong cung.
Năm Hàm Hòa thứ 28 (năm 857), Bột Hải Trang Tông (ông bác của Đại Huyền Tích) qua đời, hưởng thọ hơn 60 tuổi. Sinh thời Bột Hải Trang Tông có 6 hoàng tử là Đại Xương Huy, Đại Minh Huấn, Đại Minh Tuấn, Đại Diên Quảng, Đại Quang Thịnh và Đại Lập Ngạc. Tuy nhiên không rõ nguyên do vì sao mà không ai trong số 6 hoàng tử này được kế vị ngôi vua Bột Hải của ông ta. Các vua Bột Hải trước có trưởng tử đến tuổi trưởng thành, cùng sứ thần làm sứ giả sang nhà Đường. Với Bột Hải Trang Tông, chỉ có Đại Xương Huy thường xuyên đi sứ, có thể đã quen với việc đi sứ chứ không thể cai trị đất nước, 5 hoàng tử còn lại vẫn có thể kế vị ngôi vua. Nhưng kì đệ (em trai) của Bột Hải Trang Tông là Đại Kiền Hoảng (ông nội của Đại Huyền Tích, khi đó đã gần 50 tuổi) lên nối ngôi vua Bột Hải, thay vì các con trai của ông ta. Gần đây, các chuyên gia lịch sử nghi ngờ rằng có một cuộc đảo chính quân sự của Đại Kiền Hoảng để giành lấy ngôi vua Bột Hải.

## Thời Đại Kiền Hoảng
Vua Đại Kiền Hoảng (ông nội của Đại Huyền Tích) đã cử một số đoàn sứ thần sang Nhật Bản (đời Thiên hoàng Montoku) và nhà Đường (đời vua Đường Tuyên Tông) để thông báo việc mình kế vị và bang giao.
Vua Đại Kiền Hoảng tiếp tục tiến hành bang giao với vua Đường Ý Tông của nhà Đường và Thiên hoàng Seiwa của Nhật Bản. Theo ghi chép của Nhật Bản thư kỷ (Nihon Shoki, 日本書紀), vua Đại Kiền Hoảng đã cử 105 quan chức và học giả Bột Hải đến Nhật Bản (đời Thiên hoàng Seiwa), bao gồm cả Lee Geo-Jeong. Ngoài ra, vua Đại Kiền Hoảng còn tiến hành các hoạt động thương mại với tộc Khiết Đan (các đời Da Lan Khả hãn, Tiển Chất Khả hãn) và Tân La (các đời vua Tân La Hiến An Vương, Tân La Cảnh Văn Vương). Vương quốc Bột Hải của vua Đại Kiền Hoảng còn buôn bán với cả bộ tộc Thất Vi (bộ tộc cai trị khu vực Nội Mông và Mông Cổ ngày nay).
Năm 871 vua Đại Kiền Hoảng (ông nội của Đại Huyền Tích) qua đời, hưởng thọ hơn 60 tuổi. Do thế tử (không rõ tên, con của vua Đại Kiền Hoảng, cha của Đại Huyền Tích) đã mất trước đó nên kì tôn (cháu nội) của vua Đại Kiền Hoảng là Đại Huyền Tích (khi đó khoảng 26 tuổi) lên kế vị, tức là vua Bột Hải Minh Tông. Sau khi Đại Kiền Hoảng qua đời, vương quốc Bột Hải bắt đầu mất đi quyền hành chính địa phương.

## Trị vì
Miếu hiệu của vua Đại Huyền Tích này là Minh Tông. Miếu hiệu Minh Tông này là được đời sau truy phong cho ông và là miếu hiệu thường dành cho những vị vua anh minh. Đều đó có nghĩa rằng vua Bột Hải Minh Tông (Đại Huyền Tích) này là một vị vua anh minh.
Khi vừa lên ngôi vua Bột Hải trong năm 871, vua Bột Hải Minh Tông phái sứ giả sang nhà Đường (đời vua Đường Ý Tông) để triều cống. Sau đó, vua Bột Hải Minh Tông lại phái sứ giả sang nhà Đường (đời vua Đường Ý Tông) để triều cống thêm hai lần nữa vào các năm 872 và năm 873.
Vương quốc Bột Hải của vua Bột Hải Minh Tông tiếp tục bang giao với Nhật Bản (các đời Thiên hoàng Seiwa, Thiên hoàng Yōzei, Thiên hoàng Kōkō, Thiên hoàng Uda).
Trong thời kỳ Bột Hải Minh Tông cai trị, đấu tranh chính trị giữa các quý tộc gốc Cao Câu Ly và Mạt Hạt ngày càng gay gắt. Ngoài ra, quyền lực hành chính địa phương ngày càng suy yếu, khiến vương quốc Bột Hải bị mất dần lãnh thổ.
Năm 886 bộ lạc Hắc Thủy Mạt Hạt ở đông bắc vương quốc Bột Hải đã đánh chiếm rất nhiều thành trì của vương quốc Bột Hải tại ba phủ là Hoài Viễn phủ, An Viễn phủ và An Biên phủ. Tam vương của ba phủ đó là Hoài Viễn vương, An Viễn vương và An Biên vương đều xin vua Bột Hải Minh Tông gửi viện quân chống cự quân Hắc Thủy Mạt Hạt. Vua Bột Hải Minh Tông gửi quân Bột Hải lên vùng đông bắc và đã ngăn được bước tiến quân của quân Hắc Thủy Mạt Hạt.
Nhà nước được xây dựng bởi các bộ lạc Mạt Hạt, và vị trí của họ là ở An Biên phủ (Bắc Triều Tiên ngày nay) của vương quốc Bột Hải. Họ trốn thoát trong phạm vi cai trị của vương quốc Bột Hải và cố gắng tham gia vào các mối quan hệ ngoại giao chống lại vương quốc Tân La (đời vua Tân La Định Khang Vương).
Cùng năm 886 nước Tân La (đời vua Tân La Định Khang Vương) ở phía nam vương quốc Bột Hải cũng xuất quân đi đánh chiếm nhiều thành trì của vương quốc Bột Hải tại Nam Hải phủ. Hai tiểu quốc Hắc Thủy quốc (黒水國) và Bảo Lộ quốc (寶露國) xuất hiện ở Nam Hải phủ - khu vực biên giới giữa vương quốc Bột Hải và Tân La. Điều này khiến cho lãnh thổ của Nam Hải phủ bị thu hẹp đáng kể. Nam Hải vương gửi thư xin vua Bột Hải Minh Tông gửi viện quân đến Nam Hải phủ chống địch. Vua Bột Hải Minh Tông sau đó gửi hàng chục vạn quân Bột Hải đến giữ Nam Hải phủ. Quân Hắc Thủy quốc, Bảo Lộ quốc và quân Tân La thấy vậy thì cho dừng việc xâm lược vương quốc Bột Hải lại.
Cũng trong năm 886, các quý tộc truyền thống của vương quốc Bột Hải là các họ Cao (Go, 高), Trương (Jang, 張), Dương (Yang, 楊), Đậu (Du, 竇), Ô (Wu, 烏), Lý (Lee, 李) đột nhiên biến mất và họ Bùi (Bae, 裵) thị tộc xuất hiện. Và họ Bùi đã độc chiếm các ghế chính thức lớn trong triều đình Bột Hải. Một số chuyên gia lịch sử cho rằng các Môn phiệt quý tộc (門閥貴族) này đến từ triều đại nhà Đường (đời vua Đường Hy Tông).
Năm 894, vua Bột Hải Minh Tông (Đại Huyền Tích) mất, hưởng thọ khoảng 49 tuổi. Thế tử Đại Vĩ Hài (khi đó đã hơn 30 tuổi, con trưởng của Bột Hải Minh Tông) lên kế vị ngôi vua Bột Hải. Ngoài ra, Bột Hải Minh Tông còn có một người con trai thứ hai là Đại Nhân Soạn. Khi đó các nhóm đa số trong chính trị gia Bột Hải đã đổi thành họ Bùi (Bae, 裵) từ gia tộc họ Dương (Yang, 楊). Điều đó có nghĩa là Bột Hải Minh Tông có thể bị ám sát thông qua một cuộc đảo chính quân sự.